# Still I Can't Be Still
Still I Can't Be Still è il primo album in studio della cantante e attrice statunitense Idina Menzel, pubblicato nel 1998.

## Tracce
1. Minuet – 4:18
2. Larissa's Lagoon – 4:18
3. Follow If You Lead – 4:08
4. All of the Above – 4:47
5. Still I Can't Be Still – 4:59
6. Think Too Much – 4:40
7. Planet Z – 3:57
8. Fool Out of Me – 4:27
9. Reach – 5:34
10. Straw Into Gold – 5:22
11. Heart on My Sleeve – 6:21
12. Mellow Yellow – 3:42